# Ion Storm
Ion Storm L.P., fue una desarrolladora estadounidense de videojuegos fundada por los veteranos de la industria John Romero y Tom Hall, ambos anteriores empleados de Id Software. A pesar de su impresionante carrera y sus altas expectativas la compañía solo produjo un éxito comercial y de crítica, Deus Ex.
La compañía fue fundada en Dallas, Texas en diciembre de 1996 y una oficina en Austin, Texas fue abierta en 1999. Eidos Interactive adquirió el 51% del estudio en intercambio por avances de los desarrolladores. El estudio de Dallas cerraría en enero de 2001, dejando la oficina de Austin como la nueva sede. Luego de conflictos financieros en Eidos Interactive, el estudio de Austin cerró en febrero de 2005.

## Formación
Ion Storm fue incorporada por John Romero y Tom Hall el 3 de diciembre de 1996, con sede en Dallas, Texas. La compañía firmó un acuerdo de licencia con Eidos Interactive por seis juegos y los fundadores planearon tomar títulos de otras compañías que estaban cerca de completarse, terminarlos, y empujarlos para obtener ingresos iniciales.
En una moda similar a las otras empresas punto com, la compañía gastó lujosamente en decoración de oficina y facilidades para empleados. Las oficinas corporativas de Ion Storm estaban localizadas en la Suite 5400, un penthouse del piso 54, el piso más alto, de la Chase Tower en Downtown Dallas. Ion Storm gastó $2 millones en las facilidades. 

### Dominion: Storm Over Gift 3
El primer intento de la compañía fue Todd Porter's Dominion: Storm Over Gift 3. Dominion estaba parcialmente completo por el empleador previo de Todd Porter, 7th Level, y se esperaba que tomara $50 000, y tres meses para completar. En vez de eso, el desarrollo continuó más allá de un año costando cientos de miles. Cuando fue finalmente lanzado recibió pobres índices de audiencia e igualmente pobres ventas.

### Daikatana
John Romero's Daikatana estaba previsto para ser terminado con siete meses de la fundación de Ion Storm y fue para usar el motor de Quake. Desde bien temprano en su desarrollo, Daikatana fue anunciado como una idea original de John Romero, un hombre famoso por su trabajo en Id Software en el desarrollo de Wolfenstein 3D, Doom y Quake. La revista Time le dio a Romero y Daikatana una gran cobertura, diciendo que "Todo lo que el diseñador de juegos John Romero toca se vuelve gore y oro". Durante ese tiempo, en abril de 1999, Eidos Interactive adquirió el 51% de la compañía. Una temprana publicidad para Daikatana, creada por  Mike Wilsonand y aprobada por Romero, fue un póster rojo con largas letras negras proclamando "John Romero's about to make you his bitch" ("John Romero está por hacerte su perra"), una referencia a la infame charla basura de Romero mientras jugaba. Nada más fue puesto en el póster más que una pequeña etiqueta debajo que decía "Suck It Down" (Chúpala), un logo de Ion Storm y el logo de Eidos. Sin embargo, ya catalogado, la hizo la decisión de portear el juego entero al motor de Quake II, seis meses en desarrollo. Daikatana, fue lanzado tres años después en la primavera de 2000, luego de su prometido lanzamiento la Navidad de 1997. El juego fue publicado con revisiones regularmente críticas, y una agresiva campaña publicitaria en 1997 promocionando el nombre de Romero como la razón para comprar el juego fracasaron mientras los fanáticos crecieron en enojo con los retrasos.

### Anachronox
Como Daikatana, Anachronox de Tom Hall fue transferido al motor de Quake II. Estos cambios trajeron costosos retrasos a una ya asediada línea de productos. A pesar de que Anachronox recibió aclamación crítica por su vasta historia y personajes, también fue infructuosa en su lanzamiento en junio de 2001.

### Deus Ex
A finales de 1997, Warren Spector fue llamado para fundar la oficina en Austin de Ion Storm. Manteniendo bastante claro los problemas en la oficina de Dallas, Ion Storm Austin fue más exitosa. Desarrolló el altamente exitoso y críticamente aclamado Deus Ex. Con el cierre de Looking Glass Studios, Eidos Interactive aseguró los derechos para la franquicia Thief y junto a Spector trataron de relocalizar tantos empleados del equipo de Looking Glass a Austin como fuera posible.

## Cierre
John Romero y Tom Hall dejaron la compañía después de producir Anachronox en julio de 2001. El 17 del mismo mes, cuatro años y medio después de la creación de la compañía, Eidos Interactive cierra las oficinas en Dallas. La oficina de Austin permaneció abierta para producir Deus Ex: Invisible War yThief: Deadly Shadows hasta la partida de Spector para "perseguir intereses personales fuera de la compañía" en 2004. Un número de otro personal superior dejaron también a alrededor del mismo tiempo. Luego de finalizar los 6 juegos por contrato, el 9 de febrero de 2005, Eidos anunció que la oficina de Austin cerraría, significando el final de Ion Storm como compañía.